# Daniel Pawlow
Daniel Pawlow (bulgarisch Даниел Павлов; * 6. November 1967 in Tscherwen brjag) ist ein bulgarischer Bogenschütze.

## Werdegang
Pawlow nahm 2006 an der Europameisterschaft in Athen teil und kam dort auf Rang 37. Im Mai 2007 erreichte er in Antalya mit einem 18. Platz seine bislang beste Weltcupplatzierung. Im Juli des gleichen Jahres nahm er an der Weltmeisterschaft in Leipzig teil und wurde 23. Bei den Olympischen Sommerspielen 2008 in Peking qualifizierte er sich im Vorkampf mit 618 Punkten für das Finale und schied dann in der ersten Runde mit einem Ergebnis von 102:112 gegen den Russen Balschinima Zyrempilow aus.
Seine beste Platzierung in der FITA-Weltrangliste erreichte er am 11. April 2008 mit Rang 83.